# Liparis tripartita
Liparis tripartita är en orkidéart som beskrevs av Leonid Vladimirovitj Averjanov och Averyanova. Liparis tripartita ingår i släktet gulyxnen, och familjen orkidéer.
Artens utbredningsområde är Vietnam. Inga underarter finns listade i Catalogue of Life.